# José de Jesús López y González
José de Jesús López y González (* 5. Oktober 1872 in Aguascalientes, Mexiko; † 11. November 1950) war ein mexikanischer Geistlicher und römisch-katholischer Bischof von Aguascalientes.

## Leben
José de Jesús López y González empfing am 30. November 1897 durch den Erzbischof von Guadalajara, Pedro José de Jesús Loza y Pardavé, das Sakrament der Priesterweihe.
Am 1. Juli 1927 ernannte ihn Papst Pius XI. zum Titularbischof von Dadima und bestellte ihn zum Weihbischof in Aguascalientes. Der Bischof von Aguascalientes, Ignacio Valdespino y Díaz, spendete ihm am 30. März 1928 die Bischofsweihe; Mitkonsekratoren waren der Bischof von Cuernavaca, Francisco Uranga y Sáenz, und der Bischof von Chiapas, Gerardo Anaya y Diez de Bonilla. Am 30. September 1929 ernannte ihn Pius XI. zum Bischof von Aguascalientes. Am 2. Januar 1930 fand die Amtseinführung statt.
In seiner Amtszeit gründete er die Ordensgemeinschaft der Schulschwestern vom heiligsten Herzen Jesu.
Sein Grab befindet sich hinter dem Hauptaltar der Kathedrale von Aguascalientes. 1996 wurde für ihn im Bistum Aguascalientes der Seligsprechungsprozess eröffnet. Nach Abschluss des diözesanen Informationsprozesses wurden die Akten Ende 1997 nach Rom übergeben. Papst Franziskus erkannte ihm am 16. Juni 2017 den heroischen Tugendgrad zu.